# 紐菲爾德鎮區 (密西根州)
紐菲爾德鎮區（英語：Newfield Township）是位於美國密歇根州奧希阿納縣的一個行政鎮區。

## 地方資料
紐菲爾德鎮區的面積為92.50平方千米，當中陸地面積為90.80平方千米，而水域面積為1.70平方千米。根據2020年美國人口普查的數據，當地共有人口2329人，而人口密度為每平方千米25.18人。